# Masdevallia picta
Masdevallia picta är en orkidéart som beskrevs av Carlyle August Luer. Masdevallia picta ingår i släktet Masdevallia och familjen orkidéer. Inga underarter finns listade i Catalogue of Life.